# Cucumaria
Cucumaria – rodzaj strzykw z rzędu ogórkowców (Dendrochirotida), w języku polskim określanych nazwą ogórczak lub ogórczyk nawiązującą do ogórkowatego kształtu ciała.
Dotychczas opisano około 100 gatunków zasiedlających dno pełnosłonych mórz i oceanów półkuli północnej i południowej, z czego około 40 gatunków zostało uznanych – w wyniku rewizji taksonomicznych – za poprawnie zdiagnozowane. Należą do nich gatunki użytkowe, z których najbardziej znany jest ogórczak japoński (Cucumaria japonica). Dokładnie wysuszone ciało ogórczaków zawiera do 82% białka.